# Сен-Совер-Ланделен
Сен-Сове́р-Ланделе́н (фр. Saint-Sauveur-Lendelin) — колишній муніципалітет у Франції, у регіоні Нормандія, департамент Манш. Населення — 1719 осіб (2011).
Муніципалітет був розташований на відстані близько 280 км на захід від Парижа, 80 км на захід від Кана, 24 км на захід від Сен-Ло.

## Історія
До 2015 року муніципалітет перебував у складі регіону Нижня Нормандія. Від 1 січня 2016 року належав до нового об'єднаного регіону Нормандія.
1 січня 2019 року Сен-Совер-Ланделен, Анктевіль, Ла-Ронд-Е, Ле-Менібю, Сент-Обен-дю-Перрон, Сен-Мішель-де-ла-П'єрр i Водримені було об'єднано в новий муніципалітет Сен-Совер-Віллаж.

## Демографія
Динаміка населення (Insee ):
Розподіл населення за віком та статтю (2006):
| Стать | Всього | До 15 років | 15-24 | 25-44 | 45-64 | 65-85 | Понад 85 |
| --- | ------ | ----------- | ----- | ----- | ----- | ----- | -------- |
| Чоловіки | 804    | 200         | 68    | 208   | 164   | 152   | 12       |
| Жінки | 812    | 140         | 132   | 184   | 156   | 164   | 36       |
| \| Статево-вікова піраміда \| Статево-вікова піраміда \| Статево-вікова піраміда \| \| ----------------------- \| ----------------------- \| ----------------------- \| \| Чоловіки \| Вік \| Жінки \| \| 12 \| 85 + \| 36 \| \| 52 \| 80-84 \| 56 \| \| 16 \| 75-79 \| 40 \| \| 60 \| 70-74 \| 36 \| \| 24 \| 65-69 \| 32 \| \| 40 \| 60-64 \| 36 \| \| 60 \| 55-59 \| 44 \| \| 24 \| 50-54 \| 48 \| \| 40 \| 45-49 \| 28 \| \| 52 \| 40-44 \| 32 \| \| 80 \| 35-39 \| 60 \| \| 44 \| 30-34 \| 44 \| \| 32 \| 25-29 \| 48 \| \| 20 \| 20-24 \| 20 \| \| 48 \| 15-20 \| 112 \| \| 36 \| 10-14 \| 36 \| \| 104 \| 5-9 \| 52 \| \| 60 \| 0-4 \| 52 \| |        |             |       |       |       |       |          |
| Статево-вікова піраміда |        |             |       |       |       |       |          |
| Чоловіки | Вік    | Жінки       |       |       |       |       |          |
| 12 | 85 +   | 36          |       |       |       |       |          |
| 52 | 80-84  | 56          |       |       |       |       |          |
| 16 | 75-79  | 40          |       |       |       |       |          |
| 60 | 70-74  | 36          |       |       |       |       |          |
| 24 | 65-69  | 32          |       |       |       |       |          |
| 40 | 60-64  | 36          |       |       |       |       |          |
| 60 | 55-59  | 44          |       |       |       |       |          |
| 24 | 50-54  | 48          |       |       |       |       |          |
| 40 | 45-49  | 28          |       |       |       |       |          |
| 52 | 40-44  | 32          |       |       |       |       |          |
| 80 | 35-39  | 60          |       |       |       |       |          |
| 44 | 30-34  | 44          |       |       |       |       |          |
| 32 | 25-29  | 48          |       |       |       |       |          |
| 20 | 20-24  | 20          |       |       |       |       |          |
| 48 | 15-20  | 112         |       |       |       |       |          |
| 36 | 10-14  | 36          |       |       |       |       |          |
| 104 | 5-9    | 52          |       |       |       |       |          |
| 60 | 0-4    | 52          |       |       |       |       |          |

## Економіка
2010 року серед 966 осіб працездатного віку (15—64 років) 680 були активними, 286 — неактивними (показник активності 70,4%, у 1999 році було 69,1%). З 680 активних мешканців працювали 623 особи (326 чоловіків та 297 жінок), безробітними було 57 (26 чоловіків та 31 жінка). Серед 286 неактивних 129 осіб було учнями чи студентами, 84 — пенсіонерами, 73 були неактивними з інших причин.

У 2010 році в муніципалітеті числилось 679 оподаткованих домогосподарств, у яких проживали 1624,0 особи, медіана доходів виносила 16 038 євро на одного особоспоживача